# Haplostomella distincta
Haplostomella distincta is een eenoogkreeftjessoort uit de familie van de Botryllophilidae. De wetenschappelijke naam van de soort is voor het eerst geldig gepubliceerd in 1977 door Ooishi & Illg.